# سیارک ۶۵۰۹۱
سیارک ۶۵۰۹۱ (به انگلیسی: 65091 Saramagrin، نامگذاری:2002CF) شصت و پنج هزار و نود و یکمین سیارک کشف شده‌است که در ۱ فوریه ۲۰۰۲ کشف شد.